# Serie Latinoamericana 2014
La Serie Latinoamericana 2014 fue la segunda edición de la Serie Latinoamericana, evento deportivo de béisbol disputado por los equipos campeones de las ligas invernales profesionales que conforman la Asociación Latinoamericana de Béisbol Profesional (ALBP): Colombia (LCBP), México (LIV), Nicaragua (LBPN) y Panamá (LPBP). Se llevó a cabo en el Estadio Dieciocho de Junio, en Montería, Córdoba, Colombia, del 28 de enero al 1 de febrero de 2014.

## Equipos participantes
Los equipos participantes en el torneo fueron los campeones de sus respectivas ligas:
| País      | Liga                                   | Equipo                |
| --------- | -------------------------------------- | --------------------- |
| Colombia  | Liga Colombiana de Béisbol Profesional | Tigres de Cartagena   |
| México    | Liga Invernal Veracruzana              | Brujos de Los Tuxtlas |
| Nicaragua | Liga de Béisbol Profesional Nacional   | Gigantes de Rivas     |
| Panamá    | Liga Profesional de Béisbol de Panamá  | Indios de Urracá      |

## Formato del torneo
La primera edición de la Serie Latinoamericana se jugó de la siguiente manera:
Los horarios correspondieron a la hora de Montería (UTC-5)
Jornada Inaugural. (martes 28 de enero) 
- (Juego 1) 15:00 horas Panamá vs. Nicaragua
- (Juego 2) 20:00 horas México vs. Colombia

Segunda jornada. (miércoles 29 de enero)
- (Juego 3) 15:00 horas Nicaragua vs. México
- (Juego 4) 19:30 horas Panamá vs. Colombia

Tercera jornada. (jueves 30 de enero)
- (Juego 5) 15:00 horas México vs. Panamá
- (Juego 6) 19:30 horas Nicaragua  vs. Colombia

Cuarta jornada. (viernes 31 de enero)
- (Juego 7) 00:00 horas Tercero vs. Segundo (Pre-Play Off)

Jornada final. (sábado 1 de febrero)
- (Juego 8) 00:00 horas Ganador Pre Play Off vs. Primero

## Fase regular
Se enfrentaron todos los equipos en tres jornadas. Brujos de Los Tuxtlas finalizó en primer lugar y clasificó directo a la final, el segundo y tercer lugar jugaron un partido más para definir al otro finalista de la Serie.

### Posiciones
| Pos | Equipo                | JJ | JG | JP | AVG.  | Dif |
| --- | --------------------- | -- | -- | -- | ----- | --- |
| 1.  | Brujos de Los Tuxtlas | 3  | 3  | 0  | 1.000 | —   |
| 2.  | Tigres de Cartagena   | 3  | 1  | 2  | .333  | 2.0 |
| 3.  | Indios de Urracá      | 3  | 1  | 2  | .333  | 2.0 |
| 4.  | Gigantes de Rivas     | 3  | 1  | 2  | .333  | 2.0 |

|  | Clasificado a la final del campeonato.          |
|  | Clasificado al pre-playoff por sorteo.          |
|  | Jugaron un partido extra previo al pre-playoff. |

### Resultados

#### Juego 1
| Equipo            | 1 | 2 | 3 | 4 | 5 | 6 | 7 | 8 | 9 | C  | H  | E |
| ----------------- | - | - | - | - | - | - | - | - | - | -- | -- | - |
| Indios de Urracá  | 2 | 4 | 2 | 1 | 1 | 5 | 0 | 0 | 0 | 15 | 16 | 4 |
| Gigantes de Rivas | 0 | 2 | 3 | 2 | 1 | 0 | 2 | 2 | 1 | 13 | 15 | 2 |

LG: Rafael Rodríguez (1-0);  LP: Carlos Teller (0-1);  SV: Manny Acosta (1).  

#### Juego 2
| Equipo                | 1 | 2 | 3 | 4 | 5 | 6 | 7 | 8 | 9 | C | H  | E |
| --------------------- | - | - | - | - | - | - | - | - | - | - | -- | - |
| Brujos de Los Tuxtlas | 0 | 3 | 2 | 0 | 0 | 0 | 1 | 0 | 0 | 6 | 12 | 0 |
| Tigres de Cartagena   | 0 | 0 | 0 | 0 | 0 | 0 | 0 | 0 | 1 | 1 | 6  | 2 |

LG: Jorge Luis Castillo (1-0);  LP: Ruddy Lugo (0-1);  SV: No hubo.  

#### Juego 3
| Equipo                | 1 | 2 | 3 | 4 | 5 | 6 | 7 | 8 | 9 | C | H  | E |
| --------------------- | - | - | - | - | - | - | - | - | - | - | -- | - |
| Gigantes de Rivas     | 6 | 0 | 0 | 0 | 0 | 1 | 0 | 0 | 0 | 7 | 13 | 0 |
| Brujos de Los Tuxtlas | 1 | 0 | 0 | 0 | 0 | 6 | 0 | 1 | X | 8 | 14 | 1 |

LG: Erubiel González (1-0);  LP: José Durán (0-1);  SV: Sammy Gervacio (1).  

#### Juego 4
| Equipo              | 1 | 2 | 3 | 4 | 5 | 6 | 7 | 8 | 9 | C | H | E |
| ------------------- | - | - | - | - | - | - | - | - | - | - | - | - |
| Indios de Urracá    | 0 | 0 | 0 | 1 | 0 | 0 | 0 | 0 | 0 | 1 | 6 | 4 |
| Tigres de Cartagena | 0 | 0 | 0 | 2 | 0 | 1 | 0 | 6 | X | 9 | 7 | 0 |

LG: Roger Luque (1-0);  LP: Alberto Baldonado (0-1);  SV: No hubo.  

#### Juego 5
| Equipo                | 1 | 2 | 3 | 4 | 5 | 6 | 7 | 8 | 9 | C | H  | E |
| --------------------- | - | - | - | - | - | - | - | - | - | - | -- | - |
| Brujos de Los Tuxtlas | 0 | 0 | 0 | 1 | 2 | 6 | 0 | 0 | 0 | 9 | 12 | 1 |
| Indios de Urracá      | 0 | 1 | 2 | 0 | 0 | 0 | 0 | 0 | 0 | 3 | 9  | 0 |

LG: Humberto Montemayor (1-0);  LP: Gustavo González (0-1);  SV: No hubo.  

#### Juego 6
| Equipo              | 1 | 2 | 3 | 4 | 5 | 6 | 7 | 8 | 9 | C | H | E |
| ------------------- | - | - | - | - | - | - | - | - | - | - | - | - |
| Gigantes de Rivas   | 1 | 3 | 0 | 0 | 2 | 1 | 0 | 0 | 1 | 8 | 9 | 1 |
| Tigres de Cartagena | 1 | 0 | 0 | 0 | 0 | 0 | 2 | 1 | 0 | 4 | 9 | 6 |

LG: Rodney Rodríguez (1-0);  LP: Karl Lewis Triana (0-1);  SV: No hubo.  

## Pre-playoff
Se disputó entre el segundo y el tercero de la fase anterior el 31 de enero; el ganador obtuvo el pase a la final, mientras que el perdedor finalizó tercero de la Serie.
Como se dio un empate entre los tres equipos restantes, para definir la segunda posición, se sacaron tres balotas, el equipo que sacó la balota número 1, esperó el resultado del juego entre los equipos que sacaron las balotas números 2 y 3. El ganador del juego entre las balotas 2 y 3 jugó con el que sacó la balota 1 para definir el segundo lugar. Ambos juegos se realizaron el mismo día 31 de enero a las 15:00 y 19:00 horas. Para estos juegos adicionales fungieron como locales los ganadores.
En ambos casos, las balotas fueron sacadas por el delegado acreditado de los equipos en presencia de su mánager y directivos de la respectiva liga en presencia del Comisionado del torneo o su delegado, quien las depositó en una urna o talego oscuro sin ser vistas. Pudieron estar presentes los miembros del Comité Ejecutivo o algún miembro si lo hubiere, a manera discrecional.
En el sorteo realizado en esta edición, la delegación de Colombia sacó la balota con el número 1, quedando instalada en el segundo juego del pre-playoff, esperando el resultado del juego previo entre Panamá y Nicaragua que disputaron a 7 entradas el derecho de enfrentar a Colombia en el segundo juego de pre-playoff, que también fue a 7 entradas.
Al haber ganado Panamá el juego previo ante Nicaragua, fungió como local en el primer enfrentamiento de pre-playoff.

### Juego 7
| Equipo            | 1 | 2 | 3 | 4 | 5 | 6 | 7 | C  | H  | E |
| ----------------- | - | - | - | - | - | - | - | -- | -- | - |
| Gigantes de Rivas | 3 | 0 | 0 | 1 | 0 | 1 | 0 | 5  | 8  | 1 |
| Indios de Urracá  | 1 | 1 | 0 | 2 | 3 | 3 | X | 10 | 16 | 2 |

LG: Abdiel Velásquez (1-0);  LP: Elvin Orozco (0-1);  SV: No hubo.  

### Juego 8
| Equipo              | 1 | 2 | 3 | 4 | 5 | 6 | 7 | C | H | E |
| ------------------- | - | - | - | - | - | - | - | - | - | - |
| Indios de Urracá    | 0 | 0 | 0 | 0 | 1 | 0 | 0 | 1 | 5 | 2 |
| Tigres de Cartagena | 0 | 0 | 3 | 0 | 2 | 1 | X | 6 | 7 | 0 |

LG: Ronald Ramírez (1-0);  LP: Alcibiades González (0-1);  SV: No hubo.  

## Playoff final
Se jugó el 1 de febrero entre el ganador de la fase regular y el ganador del pre-playoff 2 u octavo juego, con la única ventaja de haber descansado un día más para el equipo clasificado como primero.

### Juego 9
| Equipo                | 1 | 2 | 3 | 4 | 5 | 6 | 7 | 8 | 9 | C | H | E |
| --------------------- | - | - | - | - | - | - | - | - | - | - | - | - |
| Tigres de Cartagena   | 0 | 0 | 0 | 0 | 0 | 0 | 1 | 8 | 0 | 9 | 7 | 1 |
| Brujos de Los Tuxtlas | 0 | 0 | 0 | 0 | 0 | 0 | 0 | 0 | 1 | 1 | 5 | 0 |

LG: Ruddy Lugo (1-1);  LP: Jorge Luis Castillo (1-1);  SV: No hubo.  

| Colombia                                  |
| Campeón Tigres de Cartagena Primer título |

## Líderes
A continuación se muestran a los líderes individuales tanto de bateo como de pitcheo del torneo.
| Categoría           | Jugador                                       | Marca |
| ------------------- | --------------------------------------------- | ----- |
| Porcentaje          | Luis Castillo (Indios)                        | .579  |
| Carreras Producidas | Luis Castillo (Indios)                        | 9     |
| Home Runs           | Osman Marval (Tigres)                         | 2     |
| Carreras Anotadas   | Dwight Britton (Gigantes)                     | 6     |
| Hits                | Luis Castillo (Indios)                        | 11    |
| Dobles              | Javier Castillo (Indios)                      | 4     |
| Triples             | Jhonatan Lozada (Tigres) Edgar Muñoz (Indios) | 1     |

| Categoría       | Jugador | Marca |
| --------------- | --- | ----- |
| Efectividad     | Arismendy Mota (Tigres) Luis Gómez (Tigres) | 0.00  |
| Juegos Ganados  | Abdiel Velásquez (Indios) Erubiel González (Brujos) Humberto Montemayor (Brujos) Jorge Luis Castillo (Brujos) Rafael Rodríguez (Indios) Rodney Rodríguez (Gigantes) Roger Luque (Tigres) Ronald Ramírez (Tigres) Ruddy Lugo (Tigres) | 1     |
| Ponches         | Jorge Luis Castillo (Brujos) | 14    |
| WHIP            | Gustavo Martínez (Gigantes) | 0.38  |
| Juegos Salvados | Manny Acosta (Indios) Sammy Gervacio (Brujos) | 1     |